# Jallais
Jallais är en kommun i departementet Maine-et-Loire i regionen Pays de la Loire i nordvästra Frankrike. Kommunen ligger i kantonen Beaupréau som tillhör arrondissementet Cholet. År 2018 hade Jallais 3 410 invånare.

## Befolkningsutveckling
Antalet invånare i kommunen Jallais
| Referens: INSEE |